# Krage
För andra betydelser, se Krage (olika betydelser).

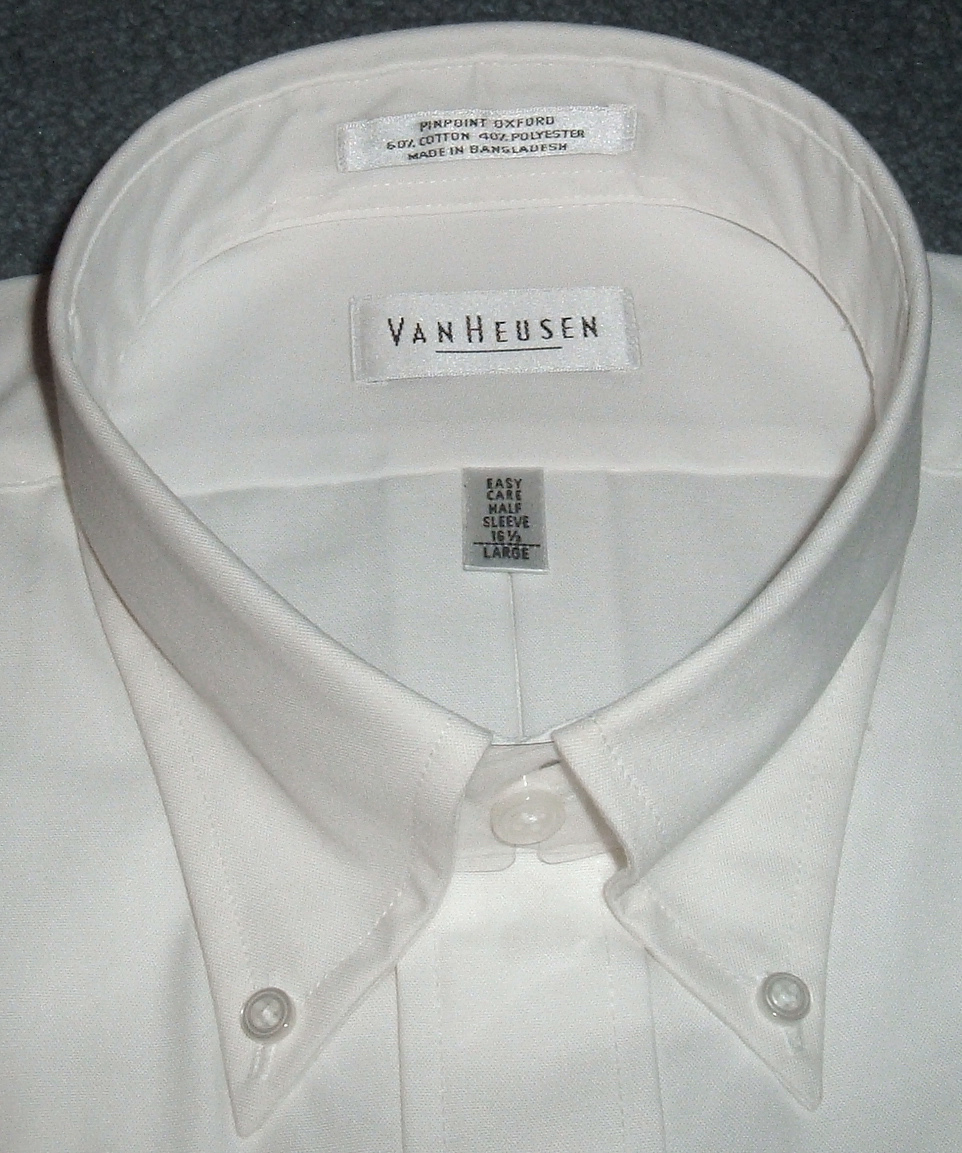
Buttondown-krage på skjorta.

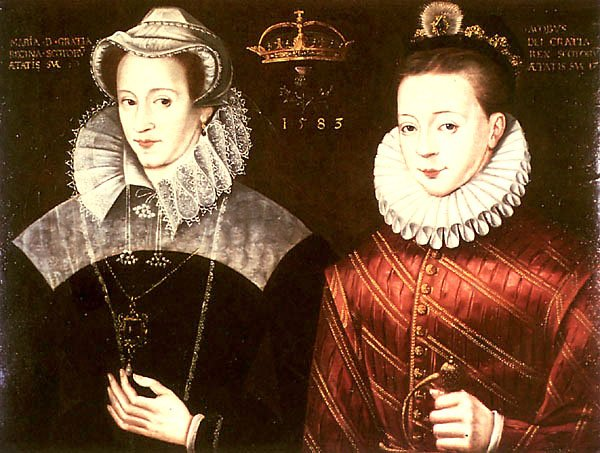
Två varianter av pipkrage, burna av Maria Stuart och hennes son James I. Pipkragen var modern i slutet av 1500-talet.

En krage är den del av ett klädesplagg som sitter runt och nedanför halsen.

## Skjortkrage
Kragen är den del av skjortan som sitter närmast halsen. Den har en mängd olika utseenden, men är samtidigt den del av skjortan som är mest känslig för modets olika svängningar. Nya modeller som har ett intensivt mönster har ofta kragen och manschetten utelämnats enfärgade. Se följande tabell för mer information om kragens utseende:
Några typer av kragar på skjortor är buttondown, fadermördare, kinakrage/ståkrage, tabkrage, cutaway och sjömanskrage. Den nedhängande eller utvikta änden av en krage brukar kallas snibb. Några typer av kragar på trikåtröjor är turtleneck eller polokrage. Berthe är en krage som var populär på klänningar vid mitten på 1800-talet. Den var rynkad omkring halsen och föll ut över axlarna.

### Barrel
En mycket hög krage. Har minst två på diagonalen sydda knappar i halsen. Namnet kommer från den tunnliknande form som uppstår om samtliga knappar knäpps (eng. barrel betyder tunna).

### Button down
Kragtyp där båda snibbarna fästs med en knapp vardera (se bild). Brooks Brothers var de första som tillverkade skjortor med Button down.

### Button under
Liknar Button down men där knapparna dolts under snibbarna.

### Cutaway
Denna krage har många namn, och kallas även bred, spread, bold och Windsor. En bred krage tänkt att bäras med slips, då knuten med Windsorknut.

### Pin
Krage som fästs med någon form av nål. Är mindre vanliga i Sverige och används uteslutande med slips.

### Tab
Mellan kragsnibbarna sitter en liten flik som knäpps ihop och används likt nålen på pinkragen för att lyfta slipsen. Används traditionellt uteslutande med slips. Liksom Pinkragen en ovanlig krage. Synnerligen ovanlig i Sverige.

### Klassisk
Kragens mest vanliga utseende som fungerar både med och utan slips. (även Turn down)